# Urlingford

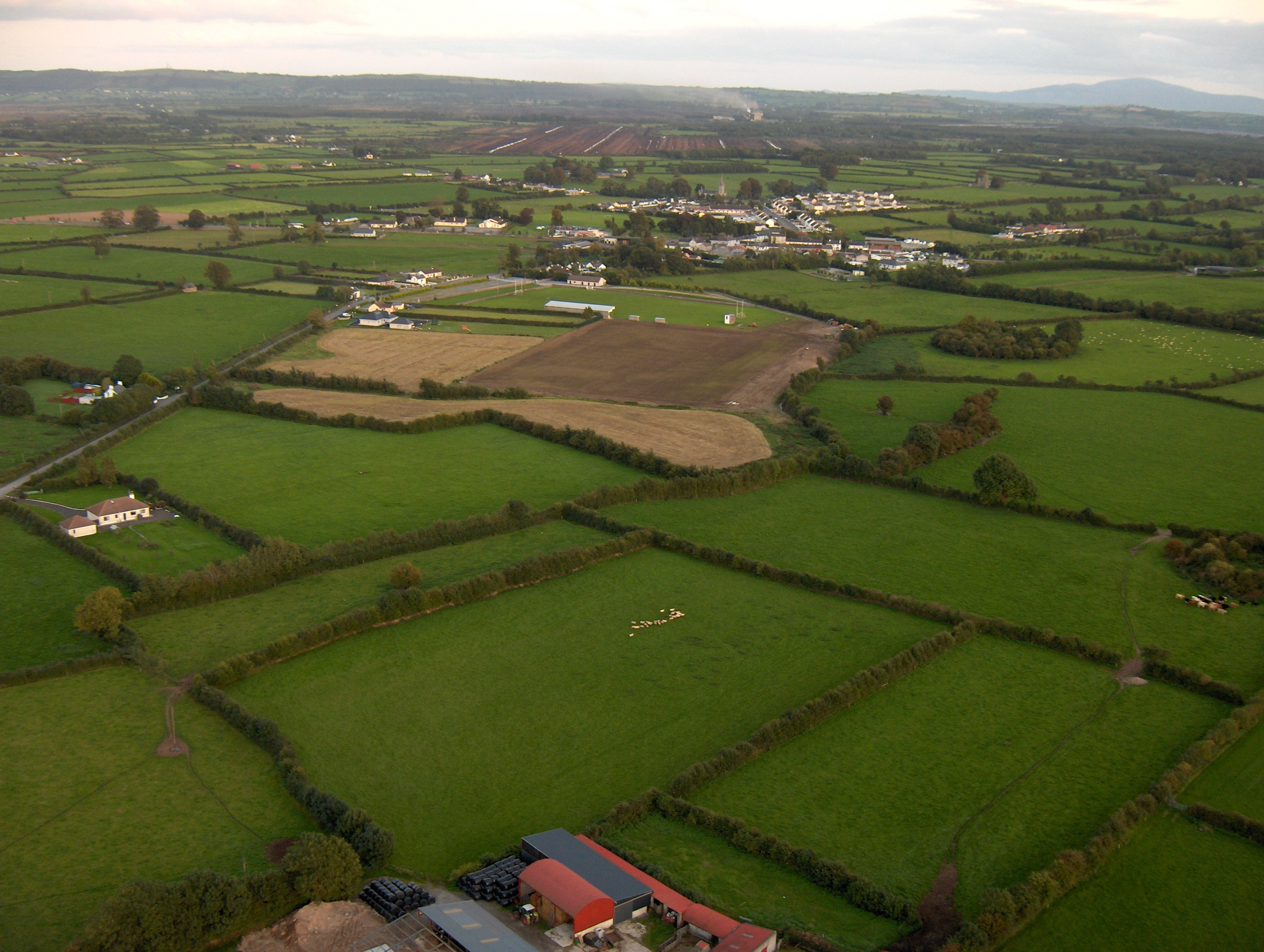
Landskap omkring Urlingford.

Urlingford (iriska: Áth na nUrlainn) är ett samhälle i grevskapet Kilkenny i Irland. Urlingford är beläget i den södra delen av slättlandet på Irland, längs med huvudvägen E201 (N8) mellan huvudstaden Dublin och Cork. År 2006 hade orten 867 invånare.
Samhället är en viktig bussknut och det är i Urlingford bussföretaget JJ Kavanaghs huvudkontor ligger. Urlingford ligger 125 kilometer från Dublin och 129 kilometer från Cork och har blivit en populär viloplats för de som reser mellan de två städerna.
Irish National Liberation Army-kidnapparen Dessie O'Hare fångades i staden 1987.